# 壺阪龍哉
壺阪 龍哉（つぼさか たつや、1934年10月17日 - ）は、日本のコンサルタント。株式会社トムオフィス研究所代表取締役、元駿河台大学教授。専門は記録管理、事務管理。
1934年に東京で生まれる。1958年に慶應義塾大学経済学部を卒業する。鐘紡に入社した後に、共栄工業に転職した。その後、ファイリング・クリニック株式会社を創設し常務取締役に就任する。1990年に株式会社トム オフィス研究所を設立し、代表取締役に就任した。後に駿河台大学文化情報学部・文化情報学研究科客員教授を務め、後進育成を行った。
オフィス業務効率化の専門コンサルタントとして人事・能力開発・総務・企画などの仕事を経たノウハウをもとに多数の著作を執筆し、企業や諸官庁で改善指導を担った。記録管理学会会長、総務省文書管理アドバイザー、日本経営協会参与およびファイリング・デザイナー検定委員、ライフベンチャークラブ生涯現役アドバイザーなどを歴任した。

## 著書
- 『頭の引出し』（産報, 1972年）
- 『考える行動派のすすめ』（ダイヤモンド社, 1977年）
- 『オフィス整理学』（中央経済社, 1983年）
- 『OA導入の前に読む本』（ダイヤモンド社, 1983年）
- 『OA先進企業に変える法』（中央経済社, 1987年）
- 『情報の達人になるためのチェックポイント』（かんき出版, 1990年）
- 『超図解奇跡の整理術』（かんき出版, 1997年）
- 『パソコンネットワーク時代の正しい文書作りとファイリング術』（中経出版, 1997年）
- 『仕事は整理の速さで決まる!』（成美堂出版, 2002年）
- 『「図解」整理術』（三笠書房, 2002年）
- 『「壺阪式」超シンプル仕事術』（PHP研究所, 2003年）
- 『魔法のかんたん整理術』（かんき出版, 2004年）
- 『5つの心理がわかれば思い通り仕事ができる』（アスカ・エフ・プロダクツ/明日香出版社, 2004年）
- 『ひと目で分かる図解式超"驚速"5分間整理術』（監修,宝島社, 2005年）
- 『整理する技術が面白いほど身につく本』（中経出版, 2005年）
- 『超「高速」整理術』（成美堂出版, 2005年）
- 『7つのムダを捨てれば、すべてうまくいく!』（PHPエディターズ・グループ/PHP研究所, 2006年）
- 『毎日5分!シンプル整理で仕事は3倍速くなる』（日本実業出版社, 2006年）
- 『1秒「整理術」! 』（三笠書房, 2008年）
- 『できる人の「超」整理術』（中経出版, 2008年）
- 『できる人の超・ムダ取り仕事術』（中経出版, 2009年）